# Sara Monforte Mestre
Sara Monforte Mestre (Castelló, 14 d'octubre de 1980) és una exjugadora i entrenadora de futbol femení espanyola. Actualment entrena al Reial Club Deportiu Espanyol de la Primera Divisió Femenina d'Espanya.

## Trajectòria
Monforte va començar la seua carrera en les Panteres de Castelló. El 1999 va fitxar pel Llevant UE, amb el qual va guanyar dos doblets (Lliga i Copa de la Reina) en 2001 i 2002.
La temporada 2002-2003 la va jugar en Segona Divisió amb el Vila-real CF, però a l'any següent va tornar al Llevant, amb el qual va guanyar altres 3 Copes de la Reina.
El 2007 va passar a formar part d'un altre equip valencià en Primera Divisió, el DSV Col·legi Alemany, però a l'any següent va tornar de nou al Llevant, amb el qual va jugar la Lliga de Campions.
El 2009 va fitxar pel RCD Espanyol. En les 4 temporades com perica va guanyar dues Copes de la Reina.
El 2013 va marxar al València CF Femení. Va estar tres temporades en l'equip merengot.
Finalment en el 2016 va fitxar pel Saragossa CFF, on va estar dues temporades. En el 2018 va penjar les botes.
Monforte va debutar amb la Selecció Espanyola Absoluta l'any 1997, i va continuar sent convocada fins a 2005.
| Temporades    | Club               | Títols                          |
| ------------- | ------------------ | ------------------------------- |
| 96/97 - 98/99 | Panteras Castellón |                                 |
| 99/00 - 01/02 | Llevant UE         | 2 Lligues, 3 Copes, 1 Supercopa |
| 02/03         | Vila-real CF       |                                 |
| 03/04 - 06/07 | Llevant UE         | 3 Copes                         |
| 07/08         | DSV Colegio Alemán |                                 |
| 08/09         | Llevant UE         |                                 |
| 09/10 - 12/13 | RCD Espanyol       | 2 Copes                         |
| 13/14 - 15/16 | València CF        |                                 |
| 16/17 - act.  | Saragossa CFF      |                                 |